# Clémentine Batta
Julie Françoise Clémentine Batta geboren O'Mahony (Puy-en-Velay, 26 januari 1819 -Versailles, 12 januari 1880) was een Frans componiste.
Ze werd geboren binnen de familie van militair/graaf Jean-François O'Mahony (comte O'Mahony) en Anna Eugénie Clémentine de Power. In 1838 trouwde ze met André Hyppolite Bourdon, een rijke industrieel uit Duinkerken. Na diens dood, trouwde ze in 1864 met de Belgische cellist van Nederlandse komaf Alexander Batta.
Van Clémentine Batta is een handvol composities bekend:
- Prière a la vièrge, voor stem, piano, cello en orgel
- Songe d’enfant, rêverie pour piano, door haar man gearrangeerd naar cello en piano
- La valse de Marguerite, voor zangstem en piano
- Valse des guides, uitgegeven door Heugel
- Romance sans paroles, voor piano
- Chant d’une mère.

Ze stierf na een lang ziekbed.